# 白沙镇 (万源市)
白沙镇，是中华人民共和国四川省达州市万源市下辖的一个乡镇级行政单位。2020年6月，撤销曹家乡、花萼乡，将原曹家乡和原花萼乡所属行政区域划归白沙镇管辖。

## 行政区划
白沙镇下辖以下地区：
河街社区、工农社区、郑家坝村、廖家沟村、金鸡坪村、青龙嘴村、荆桥辅村、太阳坪村、猫儿坪村、水井坝村、往川坝村和牟家坝村。